# Pomba-cinzenta
Pombo-cinzento ou pomba-cinzenta (nome científico: Columba pulchricollis) é uma espécie de ave pertencente à família dos columbídeos, e que habita as florestas temperadas do sudeste da Ásia.